# Джекс (Багамські Острови)
Джекс (англ. Jeck`s) — рівнинний острів в складі Багамських островів. Адміністративно належить до району Гранд-Кі.
Острів розташований на півночі архіпелагу Абако між островом Топ-Кі на південному сході та островами Джо-Кіс на північному заході. Острів рівнинний, має квадратну форму з трохи видовженою верхньою стороною. Довжина по діагоналі становить 320 м.
| Багамські Острови | Це незавершена стаття з географії Багамських Островів. Ви можете допомогти проєкту, виправивши або дописавши її. |